# Radio Szczecin Extra
Radio Szczecin Extra – samodzielny miejski program Polskiego Radia Szczecin, nadawany za pośrednictwem aplikacji na smartfon. Radia można słuchać też w cyfrowych radioodbiornikach w technologii DAB+ oraz za pośrednictwem internetu. Wcześniej stacja nadawała program na częstotliwości 94,4 MHz z Radiowej Stacji Nadawczej Warszewo.
Stacja rozpoczęła działalność 1 stycznia 2009 (testowa emisja rozpoczęła się 19 grudnia 2008 o godzinie 13.00) pod nazwą Szczecin.fm. Rozgłośnia adresowała swój program do mieszkańców Szczecina i okolic, głównie osób w wieku 20–39 lat. W formacie muzycznym radia znajdowały m.in.: nu jazz, muzyka elektroniczna (w tym chillout) oraz rock alternatywny.
W maju 2013 roku stacja zmieniła nazwę na Radio 94i4fm, nie podając oficjalnego komunikatu. Było to uwieńczenie zmian, które w ostatnim czasie przechodziła rozgłośnia: likwidacje audycji tematycznych, zwolnienia prezenterów, zmiana prezentowanej muzyki na zdecydowanie bardziej komercyjną.
31 października 2014 roku zakończono nadawanie analogowe sygnału, oddając częstotliwość na rzecz Radia Szczecin z uwagi na potrzebę polepszenia zasięgu tej stacji w mieście. W kwietniu 2016 roku zmieniono nazwę nadawanego programu na Radio Szczecin Extra, co zakończyło przemianę rozgłośni w radio cyfrowe.